# A1 Team Zwitserland
Het A1 Team Zwitserland was een Zwitsers raceteam dat deelnam aan de A1 Grand Prix. Eigenaar van het team was Max Welti, ook eigenaar van Boer Racing Services dat het team runde.
Team Zwitserland was een van de topteams in de A1GP. Het team pakte tweemaal de tweede positie in het kampioenschap, en werd kampioen in het seizoen 2007/2008. Opmerkelijk is dat Neel Jani elk seizoen voor het team heeft gereden en slechts enkele wedstrijden werd vervangen.

## Coureurs
De volgende coureurs hebben gereden voor Zwitserland, met tussen haakjes het aantal races.
- Neel Jani (60, waarvan 10 overwinningen)
- Sébastien Buemi (12)
- Giorgio Mondini (4)
- Marcel Fässler (2)